# Distretto di Aurangabad (Bihar)
Aurangabad è un distretto dell'India di 2 004 960 abitanti, che ha come capoluogo Aurangabad.